# Kazka
Kazka (em ucraniano: Казка; em português: Conto de Fadas) é um grupo musical electro-folk ucraniano formado em Kiev em 2017 por Oleksandra Zaritska, Mykita Budas e Dmytro Mazuriak.